# شهرک بهشتی (قدس)
شهرک شهید بهشتی واقع در شهرقدس است.که این منطقه قبل از سال ۱۳۶۸ شهرکی مستقل بوده که با تأسیس شهرداری قدس در سال یاد شده با شهرقدس ادغام گردید.

## شهرک
شهرک شهید بهشتی بین محله قدیمی کاووسیه و زیر تپه‌های باستانی کاووسیه و انتهای خیابان گودرزی و بالای محله مصلی، تا سرخ حصار واقع شده‌است.
مردم این محله همه مهاجرنشین هستند که بر حسب شرایط و بالاجبار به این محله کوچ کرده‌اند. مردم این محله عموما از وضعیت اقتصادی خوبی برخوردار نیستند و از اقوام ترک و لر و کرد تشکیل شده‌اند.